# Le Jugement dernier (film, 1945)
Pour les articles homonymes, voir Jugement dernier (homonymie).
Pour plus de détails, voir Fiche technique et Distribution.
Le Jugement dernier est un film français réalisé par René Chanas, sorti en 1945.

## Synopsis
Des patriotes s'organisent contre l'occupant allemand dans un pays imaginaire d'Europe centrale, mais leur chef est assassiné par un traitre.

## Fiche technique
- Titre : Le Jugement dernier
- Titre anglophone : The Last Judgment
- Réalisation : René Chanas
- Scénario et adaptation : René Chanas
- Dialogues : Henri Jeanson
- Photographie : Nicolas Toporkoff
- Montage : Claude Nicole
- Musique : Jean Martinon
- Son : René Louge
- Décors : Pierre Marquet
- Producteur : Raymond Dervaux, Charles Méré
- Société de production :  Minerva Film AB
- Société de distribution :
- Pays de production :  France
- Langue :  Français
- Format : Noir et blanc — 35 mm — 1,37:1 — Son : Mono
- Genre : Film dramatique
- Durée : 105 minutes
- Dates de sortie :
  - France : 8 décembre 1945
  - Belgique : 1er mars 1946

## Distribution
- Raymond Bussières : Kroum
- Jean Davy : Stefan
- Jean Desailly : Kvril
- Michèle Martin : Milia
- Louis Seigner : Bora
- Jean Brochard : Svoboda
- Paul Oettly : Professeur Yakotcha
- Robert Dalban : le policier civil
- Michel Vitold : Vassili
- Sandra Milowanoff : Mme Svoboda
- René Bourbon : le patron de la taverne
- Georges Baconnet
- Roger Blin
- Jean-Roger Caussimon
- Erno Crisa